# Les Troyens
Les Troyens („Die Trojaner“) ist eine ab 1856 komponierte Grand opéra (Originalbezeichnung: „Poème Lyrique“) in fünf Akten von Hector Berlioz auf ein eigenes Libretto nach Vergils Aeneis sowie einer Szene aus Shakespeares Der Kaufmann von Venedig.

## Handlung

### Erster Teil:La prise de Troie– Die Einnahme von Troja

#### Erster Akt
Das verlassene Heerlager der Griechen vor den Stadttoren
Nr. 1. Freudetrunken über die vermeintliche Flucht der Griechen entdecken die Trojaner am Strand ein riesiges hölzernes Pferd, das sie für eine Opfergabe an Pallas Athene halten. Am Abend wollen sie es in die Stadt ziehen.
Nr. 2. Nur Cassandre („Les Grecs ont disparu…“) sieht den Untergang nahen.
Nr. 3. Selbst ihr Verlobter Chorèbe schenkt ihr keinen Glauben und weigert sich zu fliehen.
Nr. 4 und 5. Einmarsch der trojanischen Protagonisten und anschließende Tänze („Dieux protecteurs…“).
Nr. 6. Stummes Trauern der Andromaque und ihres Sohnes Astyanax um den gefallenen Hector, begleitet von einem hinreißenden Chor („Andromaque et son fils…“). Im Hintergrund wandelt die erneut warnende Cassandre.
Nr. 7. Der herbeistürzende Énée berichtet aufgebracht von den Ereignissen am Strand. Laocoon wollte das Pferd verbrennen und wurde von zwei riesigen Schlangen verschlungen.
Nr. 8 und 9. Das Volk und die trojanischen Würdenträger sehen in der Bestrafung („Châtiment effroyable“) des Laocoon ein Zeichen der zürnenden Göttin und bereiten den Geleitzug des hölzernen Pferdes in die Stadt vor.
Nr. 10 und 11. Cassandre besingt verzweifelt den nahenden Untergang. Der langsam anschwellende Gesang des Geleitzuges ist zu vernehmen. Nichts kann den Marsch aufhalten. Selbst der im Inneren des Pferdes hörbare Waffenlärm stoppt das Volk nicht.

#### Zweiter Akt
Schlafgemach in Énées Palast
Nr. 12. Kriegslärm lässt Énée aufschrecken. Er sieht in seinem Gemach den entstellten Schatten des Hector. Dieser mahnt ihn zur Flucht, um in der Ferne die Keimzelle für ein neues, weltbeherrschendes Reich zu legen (→ Alba Longa).
Nr. 13. Panthée berichtet Énée vom Tode des Priam und den entsetzlichen Verlusten durch den griechischen Überfall. Trotz der Aussichtslosigkeit will sich Énée zusammen mit seinem Sohn Ascagne dem Feind stellen.
Nr. 14. Die Frauen von Troja beten für ihre Rettung („Ah! Puissante Cybèle“).
Raum im Palast Priams mit einer Galerie zu einem tiefliegenden Platz
Nr. 15 und 16. Cassandre bestätigt die Vorhersehung Hectors. Ihr Verlobter Chorèbe ist tot. Zusammen mit den meisten anderen Frauen entschließt sie sich für einen Tod in Freiheit. Sie verschmähen die Zögernden („Honte sur vous“). Die hinzukommenden Griechen bemerken bestürzt die Flucht des Énée mit dem Schatz von Troja.

### Zweiter Teil:Les Troyens à Carthage– Die Trojaner in Karthago

#### Dritter Akt
Große Halle mit vielen Pflanzen im Palast Didons, ein Amphitheater vor dem Palast

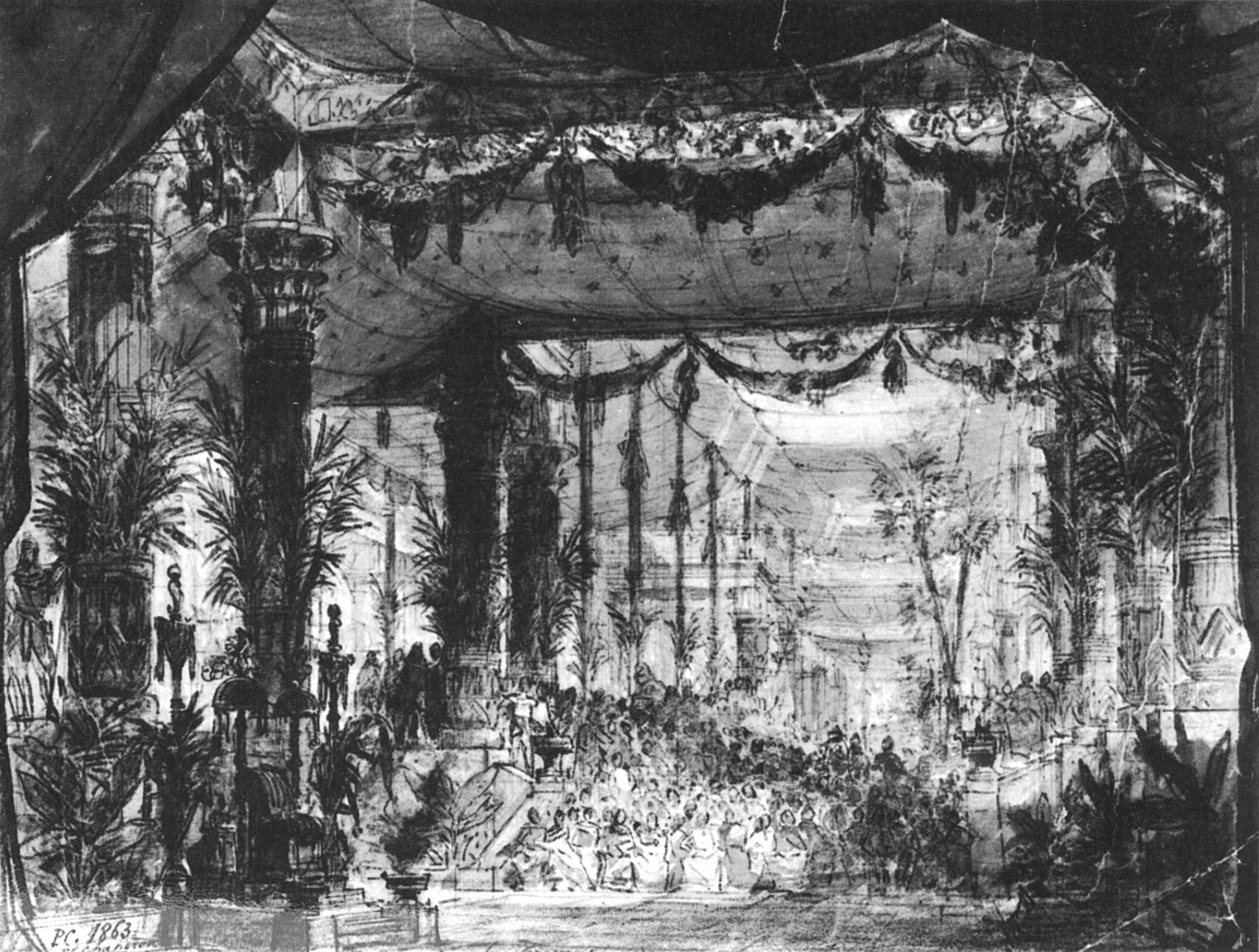
Der Palast Didons, Paris 1863

Nr. 17 und 18. Das Volk von Karthago feiert die Stadt und ihre Königin Didon  („Gloire à Didon…“).
Nr. 19.  Didon gedenkt der Flucht aus Tyros vor sieben Jahren („Nous avons vu…“) und rühmt das Erreichte an der Küste Afrikas. Angesichts der Bedrohung durch den nubischen König Iarbas schwört ihr das Volk Treue bis in den Tod.
Nr. 20, 21 und 22. Auftritt der Baumeister, Seeleute und Ackersmänner.
Nr. 23. Ehrung der Ackersmänner als Ernährer des Volkes.
Nr. 24. Didon besingt ihre Melancholie nach dem Tode ihres Gemahls Sichée (Sychäus)(„Les chants joyeux…“). Ihre Schwester Anna glaubt an eine erneute Liebe.
Nr. 25. Iopas, Dichter am Hof der Didon, tritt ein: Eine unbekannte, vom Kampf mit dem Meer gezeichnete Flotte bittet um eine Audienz. Didon gewährt den Wunsch.
Nr. 26. Auftritt der verkleideten Trojaner.
Nr. 27. Ascagne bittet um Aufnahme und legt der Königin Didon wertvolle Geschenke zu Füßen.
Nr. 28. Narbal tritt ein und berichtet von den nahenden Truppen Iarbas’. Énée lässt seine Verkleidung fallen und bietet sich an, die unterlegene Armee von Karthago zu verstärken („Reine, je suis Énée…“). Angetan von der prächtigen Gestalt des Helden stimmt Didon zu. Entschlossen stimmen alle den Kriegsgesang an („Des armes! des armes!“).

#### Vierter Akt
Afrikanischer Wald mit Grotte und Bach
Die feindlichen Truppen sind geschlagen.
Nr. 29. Pantomime. Lyrische Szene bei der Jagd. Vom Regen überrascht suchen Didon und Énée Unterschlupf in einer kleinen Höhle. Umgeben von Satyrn, Nymphen und Waldgeistern in einem wirren Tanz finden die beiden ihre Liebe.
Die Gärten Didons am Meeresufer. Sonnenuntergang
Nr. 30. Anna sucht die Sorgen des Narbal über Didons Müßiggang und ihre Liebe zu zerstreuen.
Nr. 31. Narbal ahnt ein dunkles Schicksal („De quels revers…“). Während Anna beglückt ist von der neuen Liebe ihrer Schwester („Vaine terreur…“).
Nr. 32. Auftritt von Didon, Énée, Panthée, Iopas und Ascagne.
Nr. 33. Ballett der Sklaven.
Nr. 34. Lied des Iopas („Ô blonde Cérès“).
Nr. 35. Énée erzählt vom Schicksal der Andromaque: Ihre Verschleppung durch Pyrros (Neoptolemos), den Mörder ihres Schwiegervaters, und wie sie ihn schließlich doch heiratet. Didon sieht darin ein Zeichen, dass auch sie ihren ersten Mann vergessen darf. („Tout conspire à vaincre mes remords et mon coeur est absous“).
Nr. 36. Septett Didon, Énée, Ascagne, Anna, Iopas, Narbal, Panthée und Chor über die Schönheit des Augenblicks („Tout n’est que paix“).
Nr. 37. Didon und Énée steigern sich in einem himmlischen Liebesduett zum Höhepunkt der Oper („Nuit d’ivresse“). In einem Strahl des Mondes erscheint Merkur und zeigt übers Meer nach Italien. Mit dunkler Stimme gemahnt er an die Vorsehung.

#### Fünfter Akt

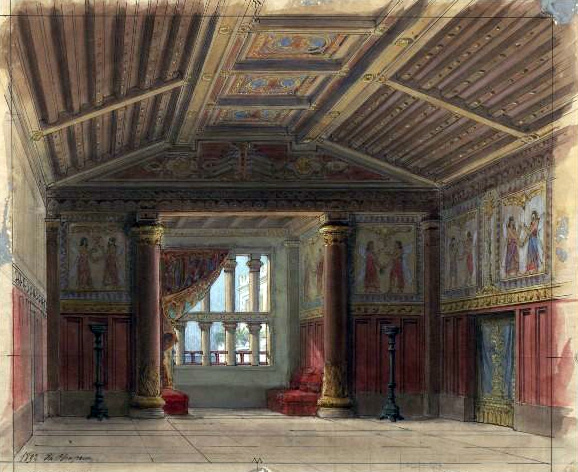
Das Gemach Didons, Paris 1863

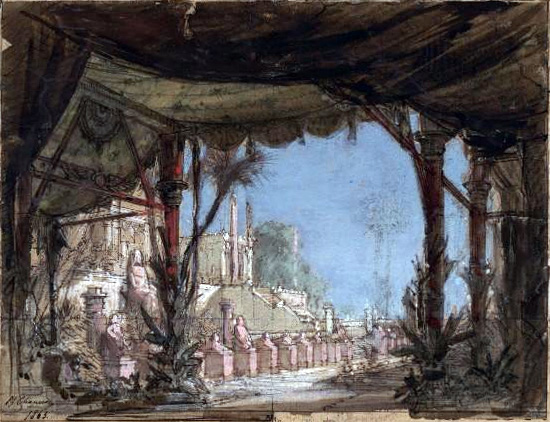
Gärten Didons am Meeresufer, Paris 1863

Meeresufer mit den Zelten der Trojaner
Nr. 38. Lied des Matrosen Hylas („Vallon sonore“).
Nr. 39. Panthée und die trojanischen Anführer fürchten den Zorn der Götter, wenn die Flotte weiter in Karthago verweilt.
Nr. 40. Zwei Wachposten schütteln den Kopf über den Wunsch des Aufbruchs angesichts der Annehmlichkeiten in Karthago.
Nr. 41. Énée weiß, dass er Didon verlassen muss, trotz des fürchterlichen Schmerzes des Abschieds („Ah! Quand viendra…“).
Nr. 42 und 43. Die Schatten von Priam, Hector und Chorèbe erzwingen seine sofortige Abfahrt.
Nr. 44. Didon eilt herbei, um sich selbst vom Unglaublichen zu überzeugen. Verbittert beklagt sie die bevorstehende Abfahrt Énées.
Das Gemach Didons
Nr. 45. Didon bittet ihre Schwester Anna, dass sie Énée anfleht, wenigstens noch für einige Tage zu bleiben.
Nr. 46. Iopas berichtet von der endgültigen Abfahrt. Didon verflucht Énée und die Trojaner („Dieux immortels…“).
Nr. 47 und 48. Dem Wahnsinn nahe fasst Didon den Entschluss zu sterben („Adieu, fière cité“).
Ein Teil der Gärten Didons am Meeresufer
Nr. 49. Vor dem Hintergrund eines riesigen Scheiterhaufens beten die Karthager für den baldigen Tod des Énée.
Nr. 50 und 51. In Trance ersticht sich Didon mit dem eigenen Schwert. Im Tode begriffen, sieht sie den Untergang Karthagos.
Nr. 52. Das Volk von Karthago schwört ewigen Hass („Haine éternelle à la race d’Énée!“).

## Instrumentation
Die Orchesterbesetzung der Oper enthält die folgenden Instrumente:
- Holzbläser: zwei Flöten (2. auch Piccolo), zwei Oboen (2. auch Englischhorn), zwei Klarinetten (2. auch Bassklarinette), vier Fagotte
- Blechbläser: vier Hörner, zwei Trompeten, zwei Pistons, drei Posaunen, Ophikleide oder Tuba
- Pauken, Schlagzeug: Große Trommel, Becken, Triangelspiel, Trommel, Rührtrommel, zwei Paar antike kleine Zimbeln in E und F, Tamburin, Tamtam
- sechs bis acht Harfen
- Streicher
- Bühnenmusik auf der Szene: drei antike Doppelflöten oder Oboen, zwei Sopransaxhörner oder Trompeten, zwei Altsaxhörner oder Trompeten, zwei Tenorsaxhörner oder Hörner, zwei Basssaxhörner oder Tuben, Schlagzeug (Sistrum, Tamtam, Tarbuka), Harfe
- Bühnenmusik hinter der Szene: drei Oben, kleines Saxhorn, vier Tenorsaxhörner oder Hörner, zwei Trompeten, drei Pistons, drei Posaunen, Ophikleide, zwei Paar Pauken, Schlagzeug (Becken, mehrere Paar Zimbeln, Donnermaschine), sechs bis acht Harfen

Für den Chor werden 200 bis 300 Sänger benötigt.

## Werkgeschichte

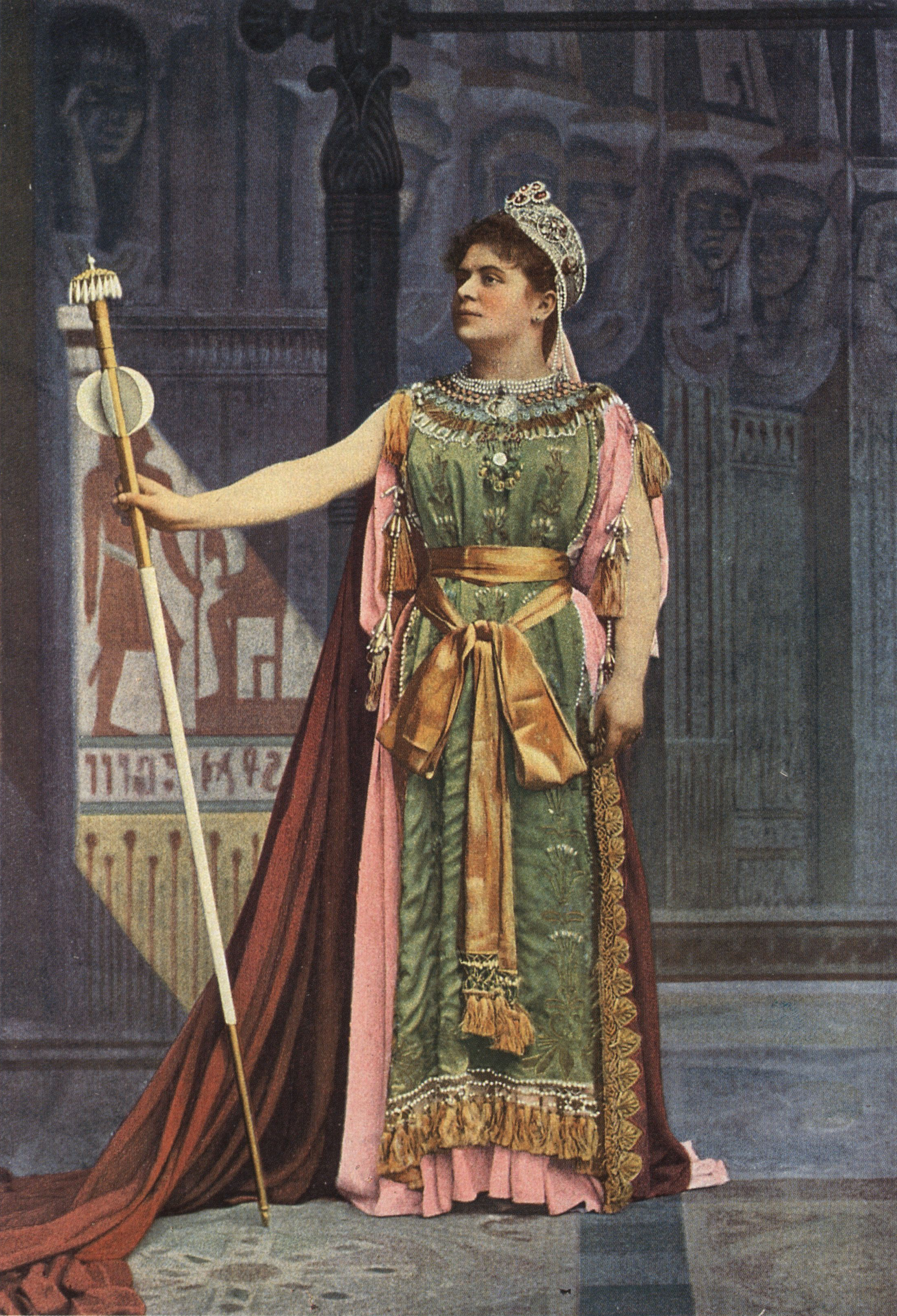
Marie Delna als Didon an der Opéra-Comique, Paris 1892

Die Komposition von Les Troyens schuf Berlioz hauptsächlich zwischen 1856 und 1858, überarbeitete sie aber bis 1864 noch weiter. Das Libretto beider Teile der Oper (erster und zweiter Akt bzw. dritter bis fünfter Akt) stammt von Berlioz selbst, der sich in kritischer Auseinandersetzung mit der zeitgenössischen Grand-opéra Librettistik des Eugène Scribe bewusst auch an der Formensprache und dramaturgischen Konzeption älterer Vorbilder (insbes. den Opern Glucks und Spontinis) orientierte. Die Handlung stammt im Wesentlichen aus den Büchern 1, 2 und 4 von Vergils Aeneis sowie einzelnen Szenen aus anderen Büchern desselben Werks. Außerdem integrierte er den Text der Liebesszene von Jessica und Lorenzo aus Shakespeares Der Kaufmann von Venedig. Die Beschreibungen der Bühnenbilder sind durch Gemälde von Pierre Narcisse Guérin inspiriert.
Die Oper wurde zu Berlioz’ Lebzeiten (1803–1869) nie komplett aufgeführt. Beide Teile sind auch getrennt voneinander aufführbar, da sie abgeschlossene Handlungsstränge präsentieren und – mit Ausnahme der Geister – nur durch die Figuren des Äneas und Askanius miteinander verbunden sind. Zunächst wurde am 4. November 1863 nur der zweite Teil, Les Troyens à Carthage, gespielt. Die musikalische Leitung hatten Adolphe Deloffre und der Komponist. Regie führte Léon Carvalho. Es sangen Jules-Sébastien Monjauze (Énée), Estagel (Ascagne), Péront (Panthée), Anne-Arsène Charton-Demeur (Didon), M. Dubois (Anna), Jules-Émile „Giulio“ Petit (Narbal), De Quercy [Dequercy] (Iopas) und Édouard [Cabel] Dreulette (Hylas). Die Uraufführung des ersten Teils La prise de Troie erfolgte erst 1879, also zehn Jahre nach Berlioz’ Tod.
Die erste Gesamtaufführung an zwei aufeinanderfolgenden Tagen gab es am 6. und 7. Dezember 1890 am Hoftheater von Karlsruhe unter der Leitung von Felix Mottl in einer Inszenierung von August Harlacher. Die deutsche Übersetzung des Texts stammte von Otto Neitzel. In den drei Hauptrollen sangen Alfred Oberländer (Aeneas), Elise Harlacher-Rupp (Ascanius) und Carl Nebe (Pantheus). Hinzu kamen Luise Reuss-Belce (Kassandra), Marcel Cordes (Chorebus), Pauline Mailhac (Hekuba und Dido), Hermann Rosenberg (Helenus und Iopas), Annetta Heller (Polyxene), Christine Friedlein (Anna),
Fritz Plank (Narbal) und
Wilhelm Guggenbühler (Hylas).
Das Werk wurde lange Zeit nur in gekürzten und stark bearbeiteten Fassungen gespielt. Erst am 6. Februar 1920 gab es in Rouen eine Aufführung beider Teile an einem einzigen Abend, mit nur wenigen – und vom Autor selbst sanktionierten – Strichen. Die bekanntere Aufführung 1950 in Boston dürfte daher nur als erste Aufführung beider Teile an einem Abend in den USA gelten. 1969 wurde in Glasgow und unter der Leitung von Colin Davis am Covent Garden in London erstmals die vollständige Fassung nach der neuen kritischen Ausgabe gegeben.

## Trivia
In dem Film Star Trek: Der erste Kontakt ist ein kurzer Ausschnitt des Liedes des jungen Seemanns Hylas (Erste Szene, fünfter Akt) zu hören.